# 齊學裘
齊學裘（1803年—？），字子貞，一字子治，號玉溪，晚號老顛，安徽婺源（今屬江西）人。
道光年間金匱縣知縣齊彥槐之次子，“以詩名著江左，文人咸相引重，以為綽有父風雲”。後隱居綬定山中。工書法，亦能畫，著有《蕉窗詩鈔》。同治七年（1868年）秋，與胡遠、虛谷、楊伯潤等人相聚賞菊。光緒年間流寓上海，與劉熙載、毛祥齡友好。又著有《見聞隨筆》二十六卷、《見聞續錄》二十四卷。